# Ramaria
Ramaria Bonord. (koralówka) – rodzaj wielkoowocnikowych podstawczaków należący do rodziny siatkoblaszkowatych (Gomphaceae), którego gatunkiem typowym jest koralówka czerwonowierzchołkowa (Ramaria botrytis).

## Charakterystyka
Owocniki koralówek wyrastają na ziemi, czasami na drewnie. Mają kształt rozgałęziony, podobny do korala. Zarodniki o kształcie migdałowatym, eliptycznym, lub wrzecionowatym, o powierzchni brodawkowatej lub kolczastej. Wśród koralówek są zarówno gatunki jadalne, jak i powodujące dolegliwości trawienne.

## Taksonomia
Pozycja w klasyfikacji według Index Fungorum: Gomphaceae, Gomphales, Phallomycetidae, Agaricomycetes, Agaricomycotina, Basidiomycota, Fungi.
Pierwszym rodzajem zawierającym gatunki należące obecnie do koralówek był Coralloides, wyodrębniony przez Josepha de Tournefort w „Éléments de botanique” z 1694 r., którego poprawna (według kodeksu ICN) diagnoza została zawarta przez Giovanniego Battarrę w „Fungorum agri Ariminensis historia” z 1755 r. Battarra zawarł w tym rodzaju cztery gatunki: Coralloides alba, C. amethystina, C. parva ramosa lutea i C. flava, z których jedynie ostatni udało się obecnie zidentyfikować (jako Ramaria flava).
W 1790 r. Johan Theodor Holmskjold po raz pierwszy w historii wyodrębnił rodzaj Ramaria w „Skrifter udgivne af Videnskabs-Selskabet i Christiana. Mathematisk-Naturvidenskabelig Klasse”, według obecnych interpretacji nazwa w tym ujęciu jest homonimem synonimicznym dla rodzaju Clavulinopsis lub Isaria.
Elias Fries w „Systema mycologicum” z 1821 r. zatwierdził dla obecnego ujęcia rodzaju nazwę Ramaria, umieszczając ten takson w randze ówczesnego plemienia rodzaju Clavaria. Zaliczył do niego 23 gatunki.
Zapisem w kodeksie ICBN ustanowiono, że obowiązującą nazwą (nomen conservandum) będzie użyta dla późniejszego ujęcia tego rodzaju, zaproponowanego przez Eliasa Friesa, a przedstawionego przez Hermanna Bonordena w „Handbuch der allgemeinen Mykologie” z 1851, a gatunkiem typowym tego rodzaju wybrano Ramaria botrytis. Rodzaj Ramaria umieszczono tam (obok rodzajów Pistillaria, Typhula, Clavaria, Holocoryne, Cornicularia i Sparassis) w rodzinie Clavariaceae.
Synonimy:

- Cladaria Ritgen 1828
- Clavariella P. Karst. 1881
- Corallium G. Hahn 1883
- Coralloidea Roussel 1806
- Coralloides Tourn. ex Battarra 1755
- Dendrocladium (Pat.) Lloyd 1919
- Lachnocladium sect. Dendrocladium Pat. 1889
- Phaeoclavulina Brinkmann 1897[10].

Polską nazwę zarekomendował Władysław Wojewoda w 1999 r. W polskiej literaturze opisywany był także jako gałęziak, a w XIX wieku dla niektórych gatunków używano także nazw rodzajowych płaskosz, goździanka, goździeńczyk i goździeniec.

## Gatunki występujące w Polsce
- Ramaria apiculata (Fr.) Donk 1933 – koralówka zielonowierzchołkowa
- Ramaria aurea (Schaeff.) Quél. 1888 – koralówka złocista
- Ramaria bataillei (Maire) Corner 1950[12]
- Ramaria botrytis (Pers.) Ricken 1918 – koralówka czerwonowierzchołkowa
- Ramaria brunneomaculata Schild 1992[13]
- Ramaria cyaneigranosa Marr & D.E. Stuntz 1974[12]
- Ramaria fagetorum Maas Geest. ex Schild 1978[12]
- Ramaria fagicola R.H. Petersen 1975
- Ramaria fennica (P. Karst.) Ricken 1920 – koralówka fińska
- Ramaria flava (Schaeff.) Quél. 1888 – koralówka żółta
- Ramaria flavescens (Schaeff.) R.H. Petersen 1974[12] – koralówka żółknąca
- Ramaria flavobrunnescens (G.F. Atk.) Corner 1950[12]
- Ramaria flavosalmonicolor Schild 1990[12]
- Ramaria formosa (Pers.) Quél. 1888 – koralówka strojna
- Ramaria gracilis (Pers.) Quél. 1888 – koralówka wysmukła
- Ramaria krieglsteineri Schild 1997[13]
- Ramaria largentii Marr & D.E. Stuntz 1974[12] – koralówka gruba
- Ramaria lutea Schild 1977[12]
- Ramaria obtusissima (Peck) Corner 1950 – koralówka tępowierzchołkowa
- Ramaria pallida (Schaeff.) Ricken 1920 – koralówka blada
- Ramaria pallidosaponaria R.H. Petersen 1989[12]
- Ramaria polonica R.H. Petersen 1975 – koralówka polska
- Ramaria praecox Schild 2003[13]
- Ramaria rubella (Schaeff.) R.H. Petersen 1974[12]
- Ramaria rubripermanens Marr & D.E. Stuntz 1974[12]
- Ramaria rufescens (Schaeff.) Corner 1950 – koralówka czerwonawa[13]
- Ramaria sanguinea (Pers.) Quél. 1888 – koralówka czerwieniejąca
- Ramaria spinulosa (Pers.) Quél. 1888[12] - koralówka polska[13]
- Ramaria strasseri (Bres.) Corner 1950[13]
- Ramaria stricta (Pers.) Quél. 1888 – koralówka sztywna
- Ramaria subbotrytis (Coker) Corner 1950[12]
- Ramaria suecica (Fr.) Donk 1933 – koralówka szwedzka
- Ramaria varians Schild 1992[13].

Nazwy naukowe na podstawie Index Fungorum. Wykaz gatunków i nazwy polskie według W. Wojewody i innych<.

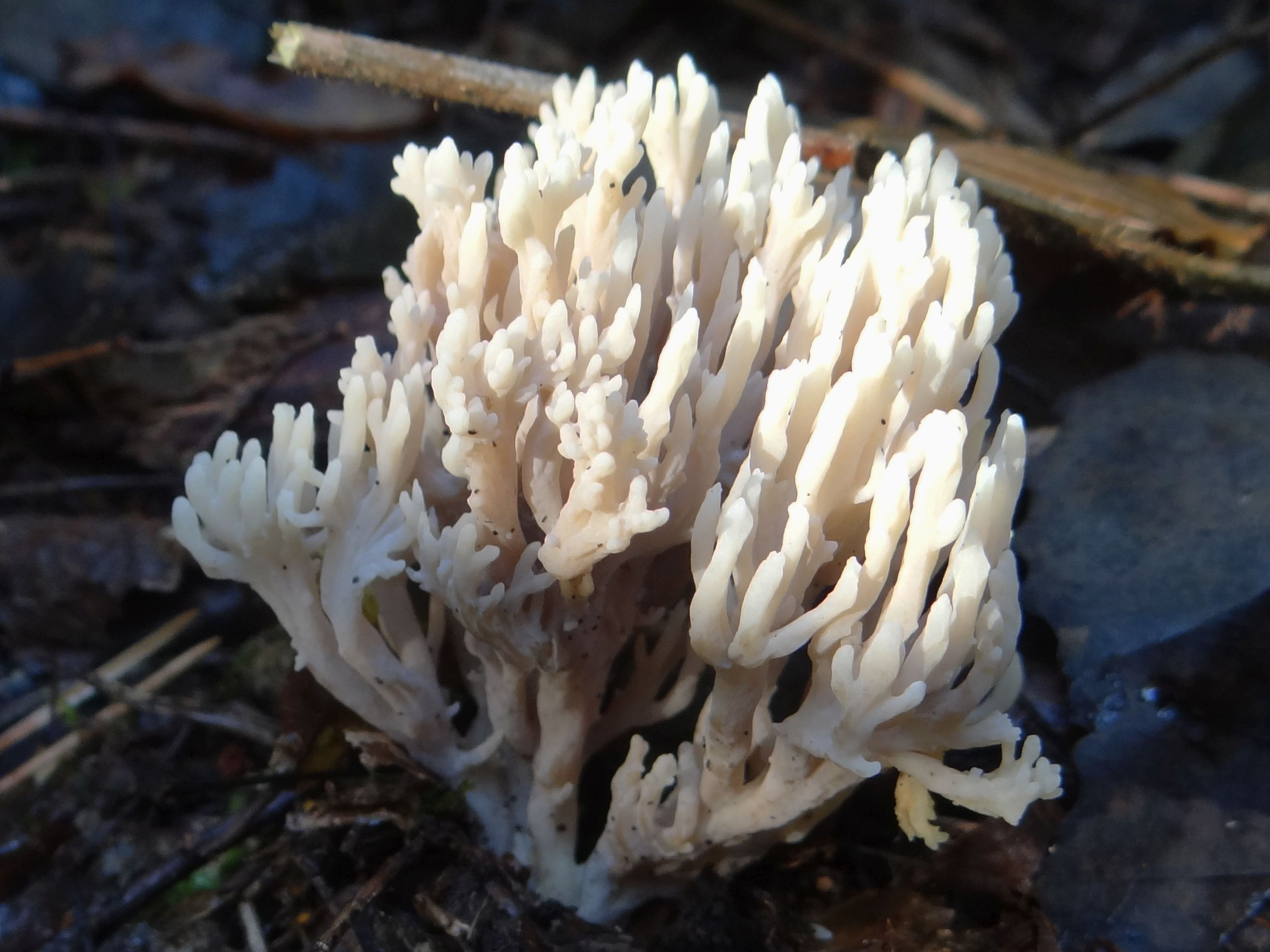
Koralówka blada
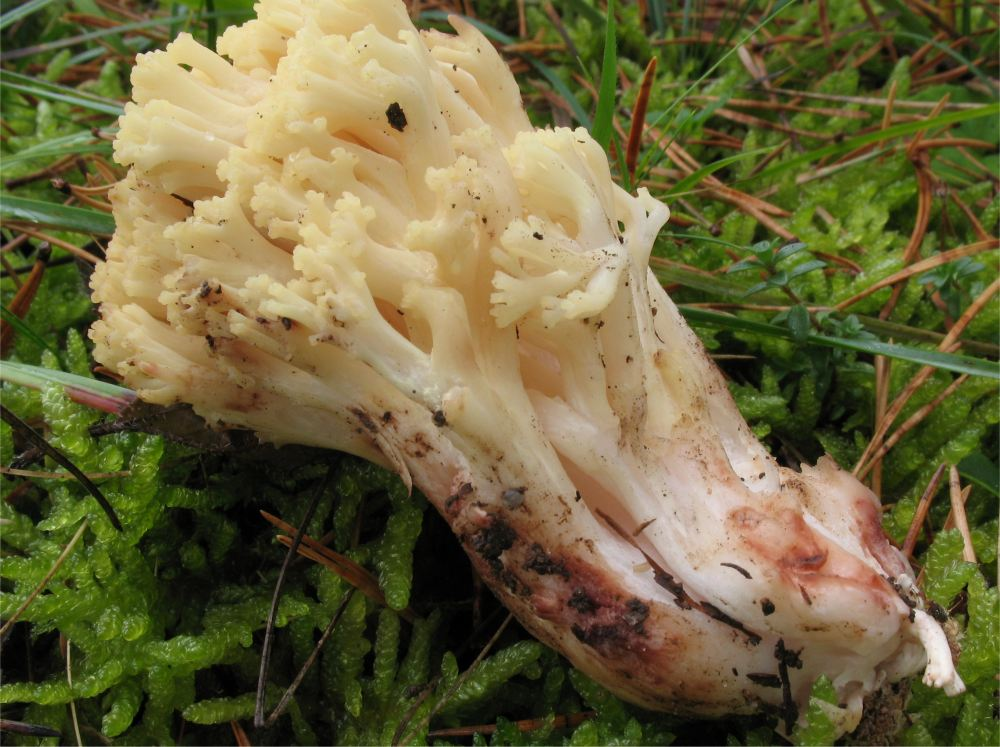
Koralówka czerwieniejąca
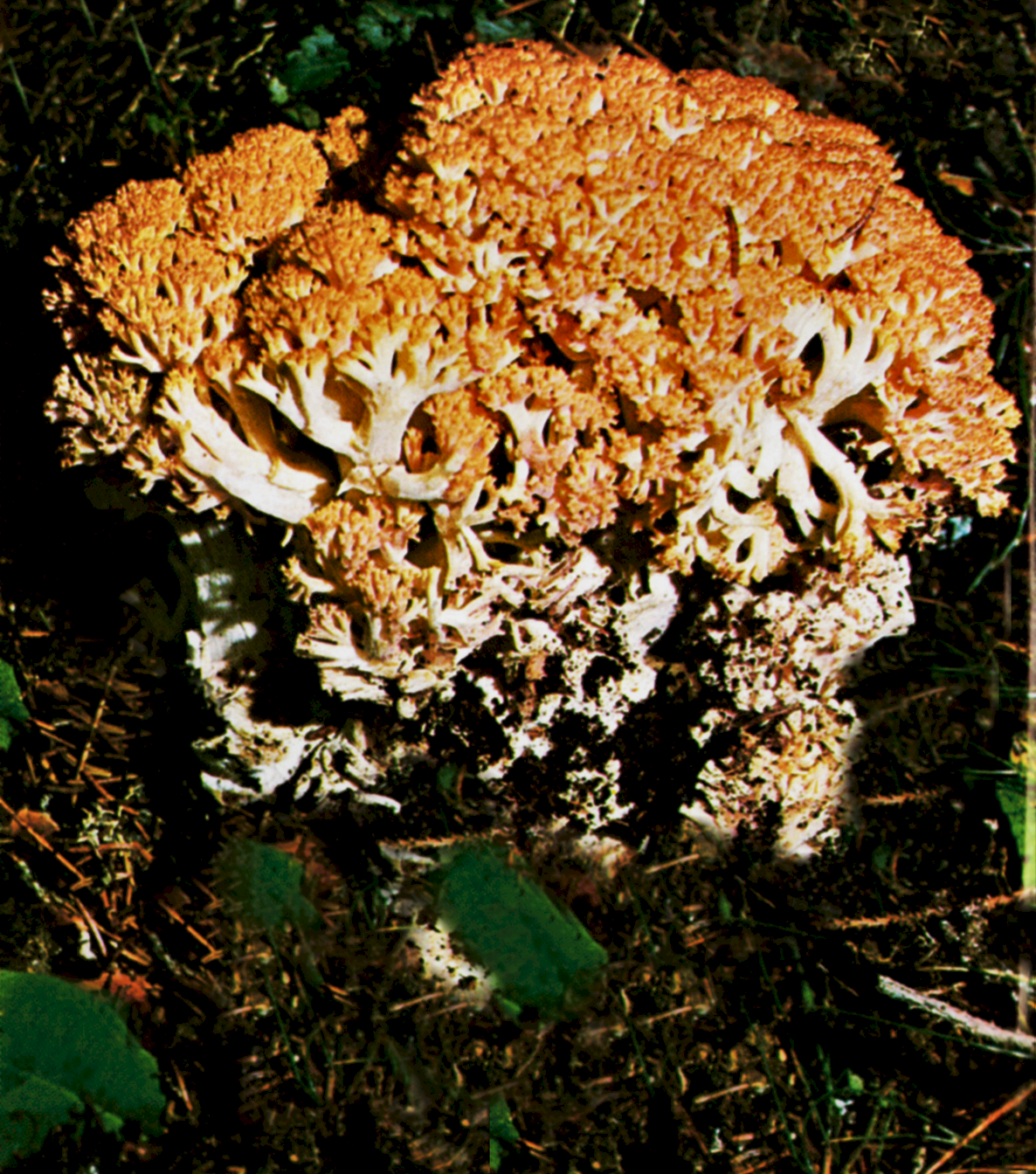
Koralówka czerwonawa
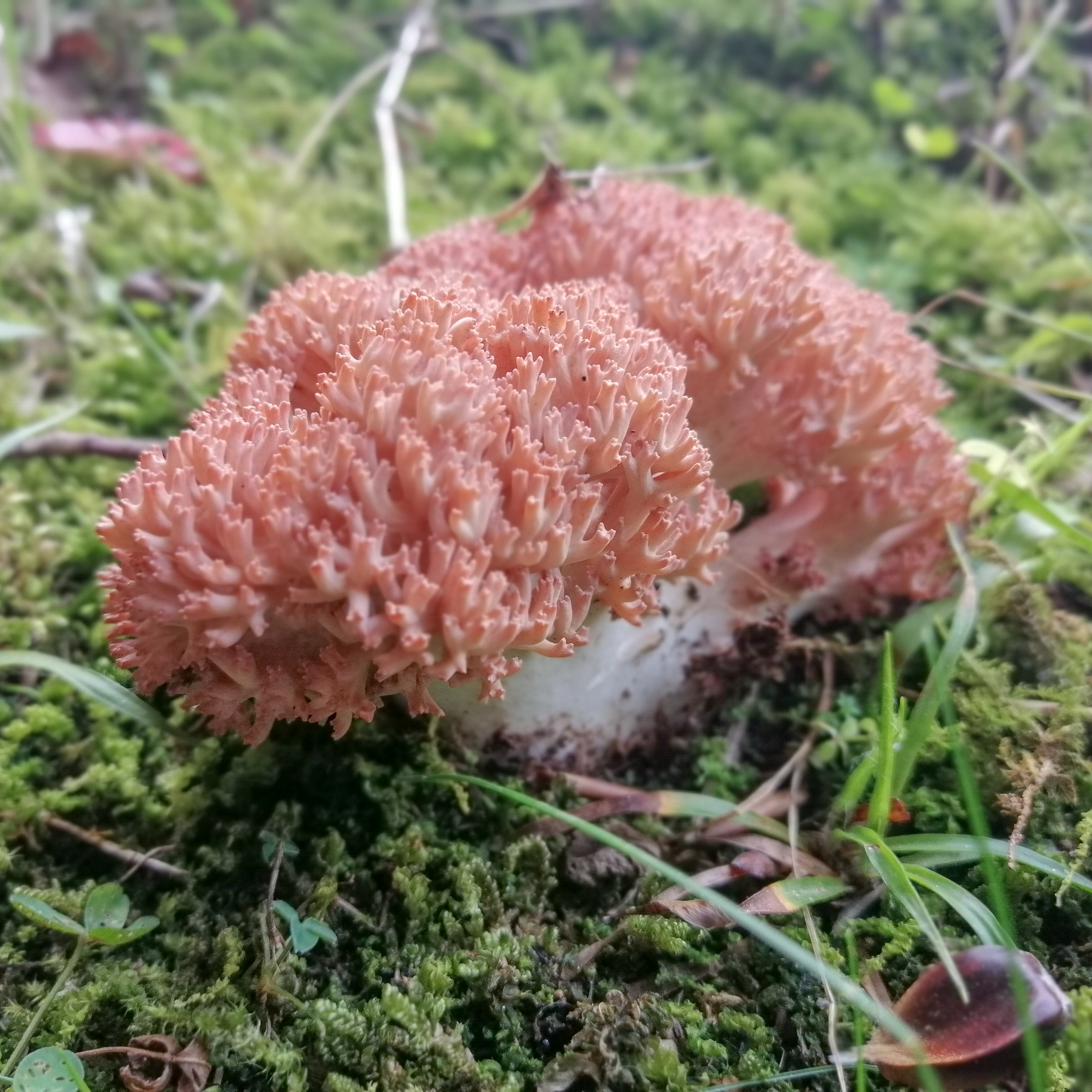
Koralówka czerwonowierzchołkowa
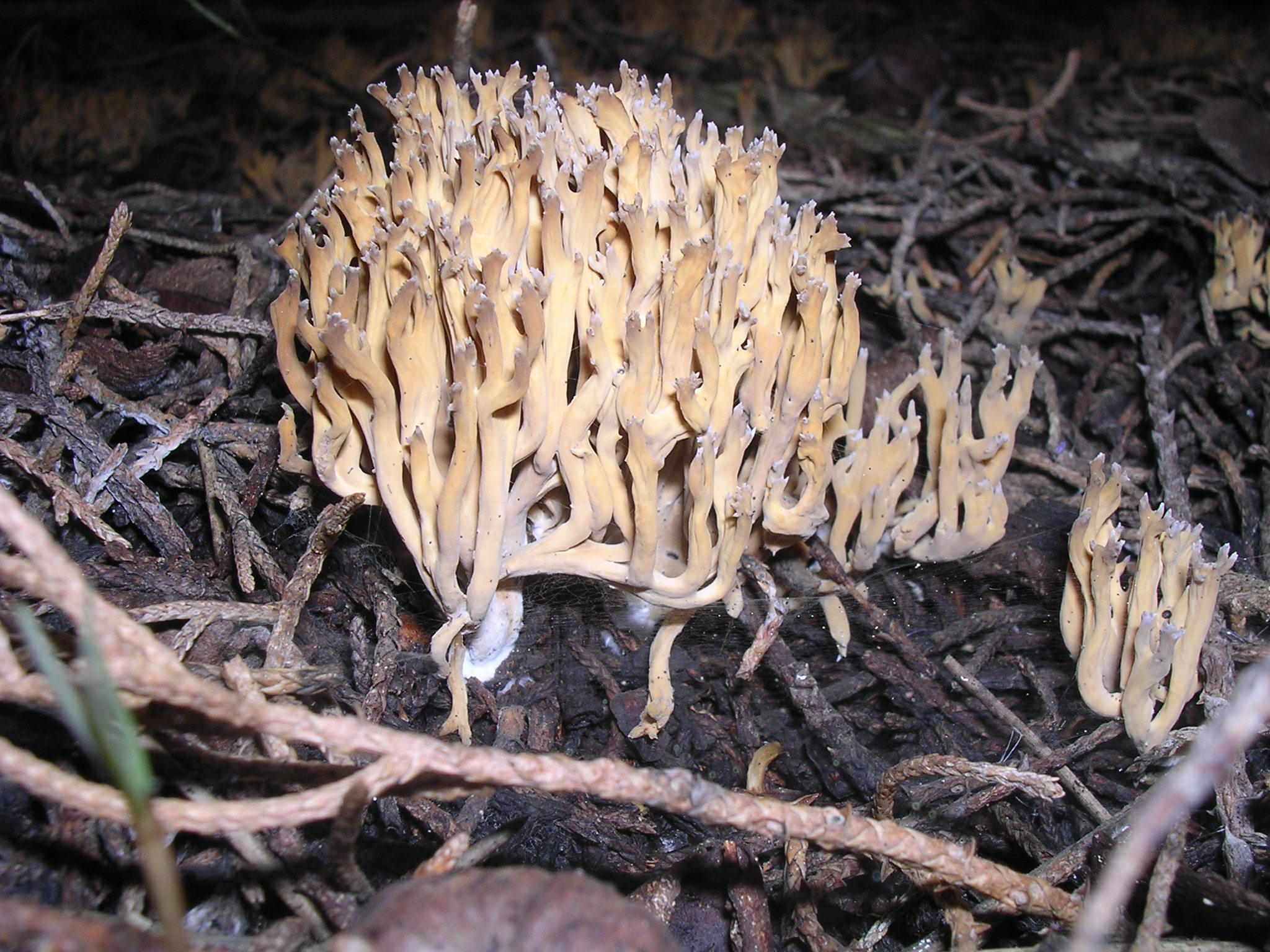
Koralówka fińska
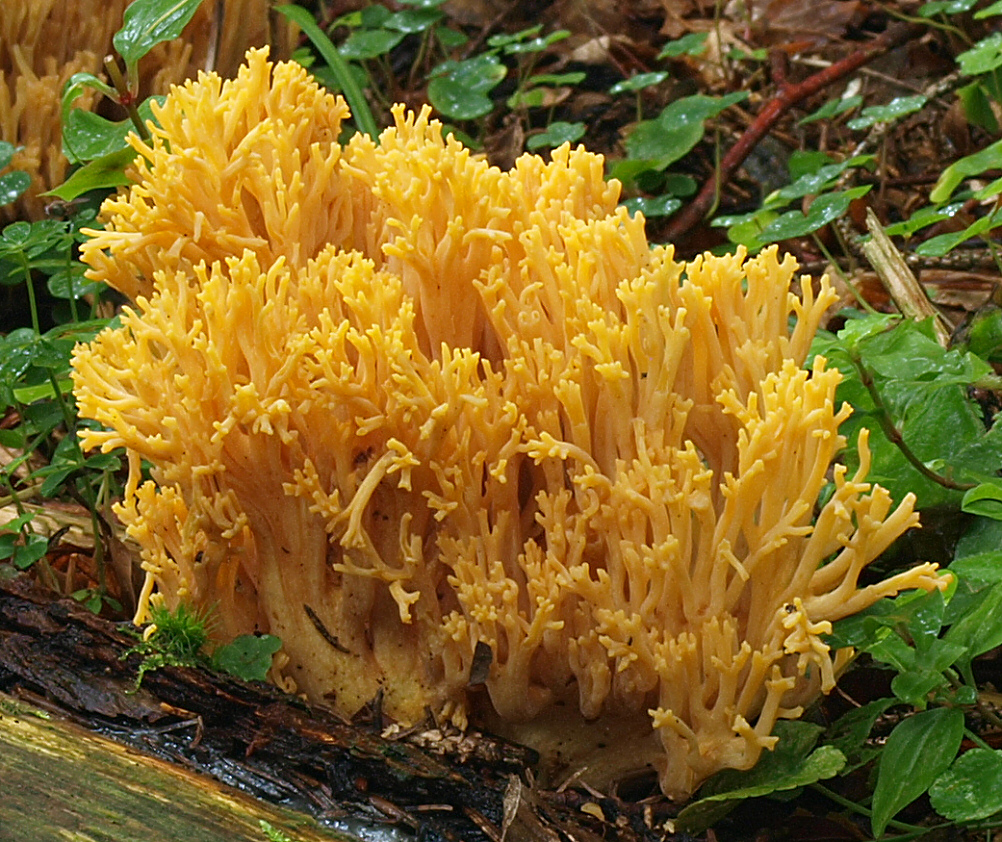
Koralówka gruba
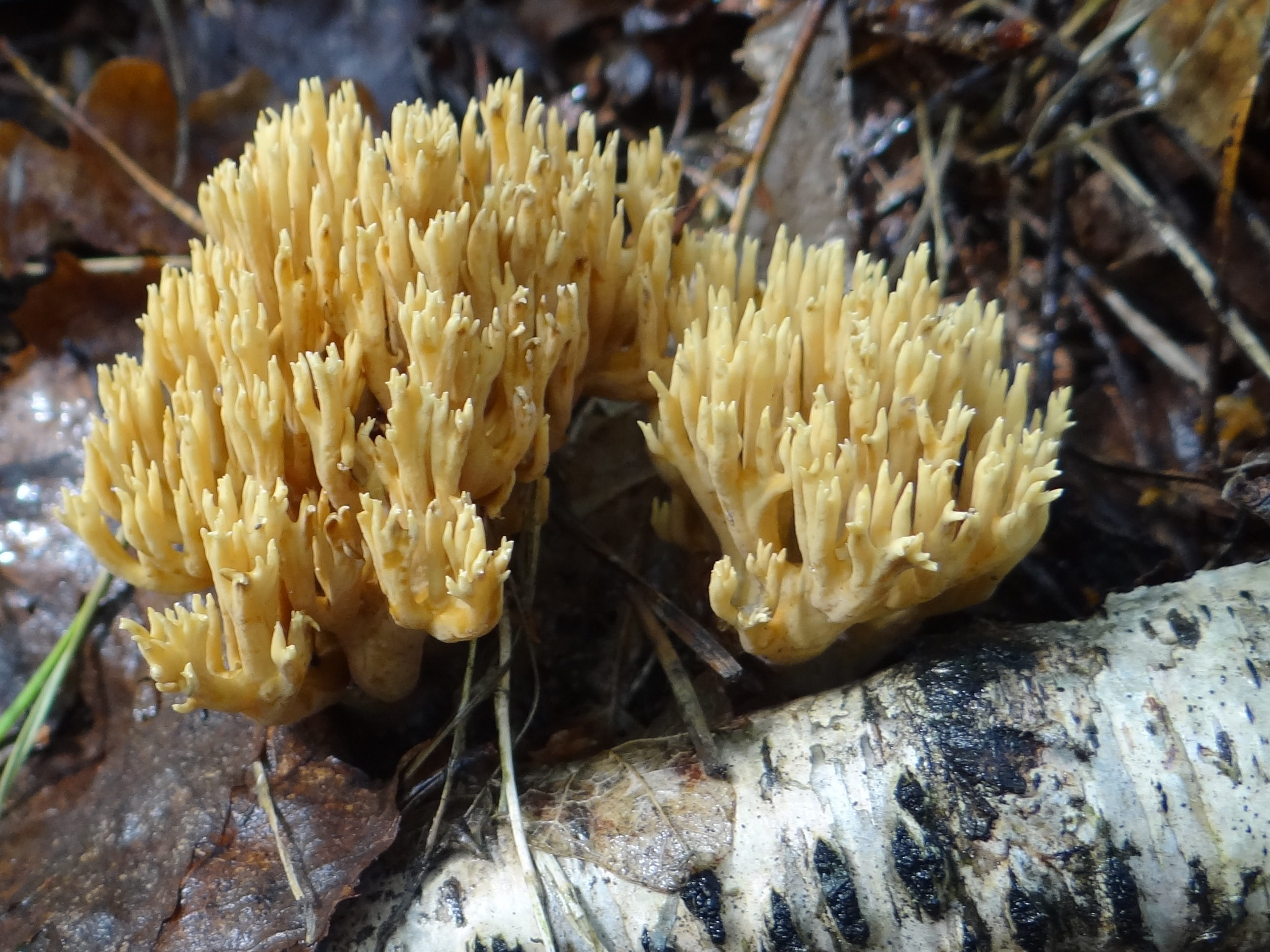
Koralówka strojna
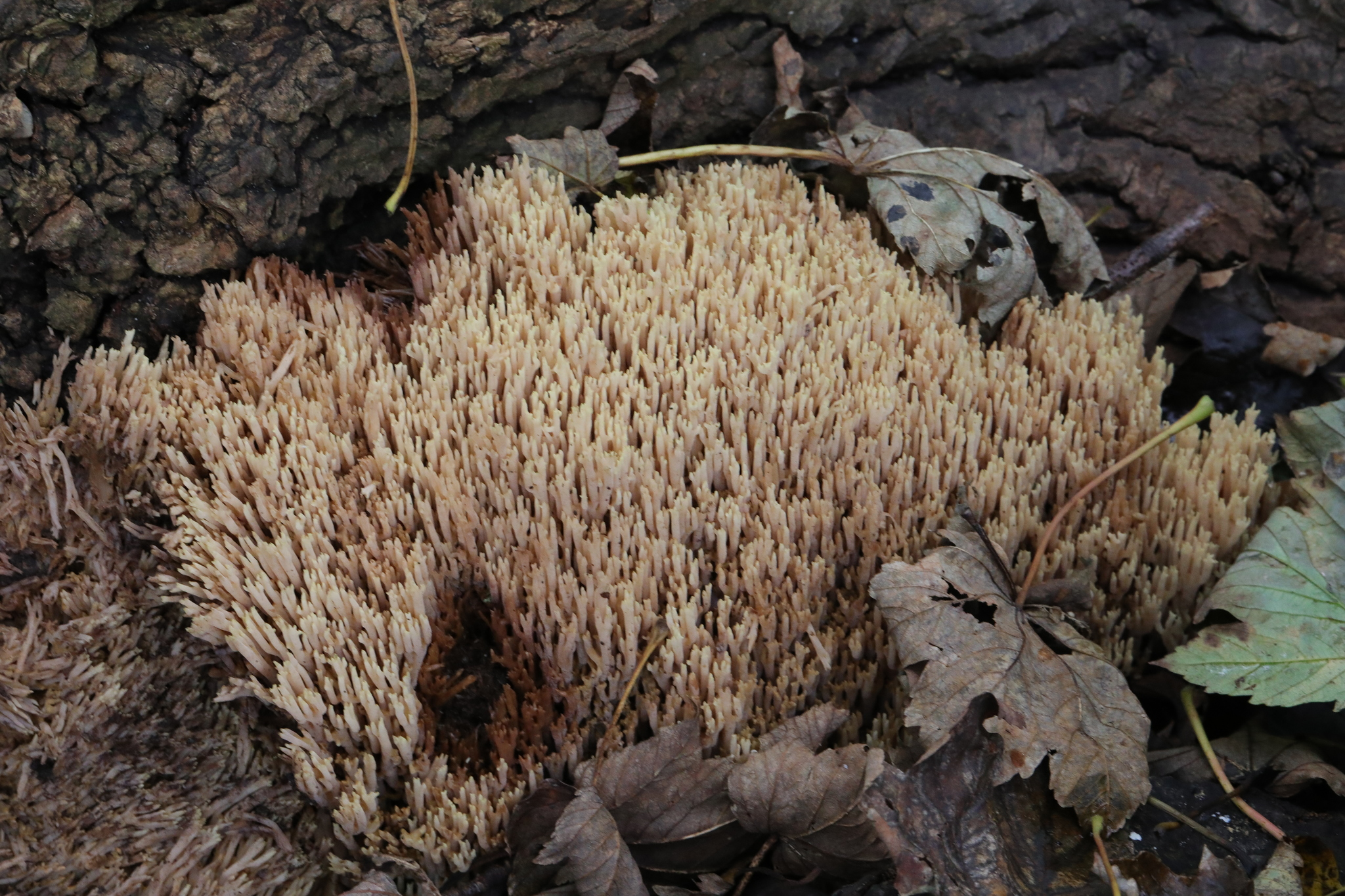
Koralówka sztywna
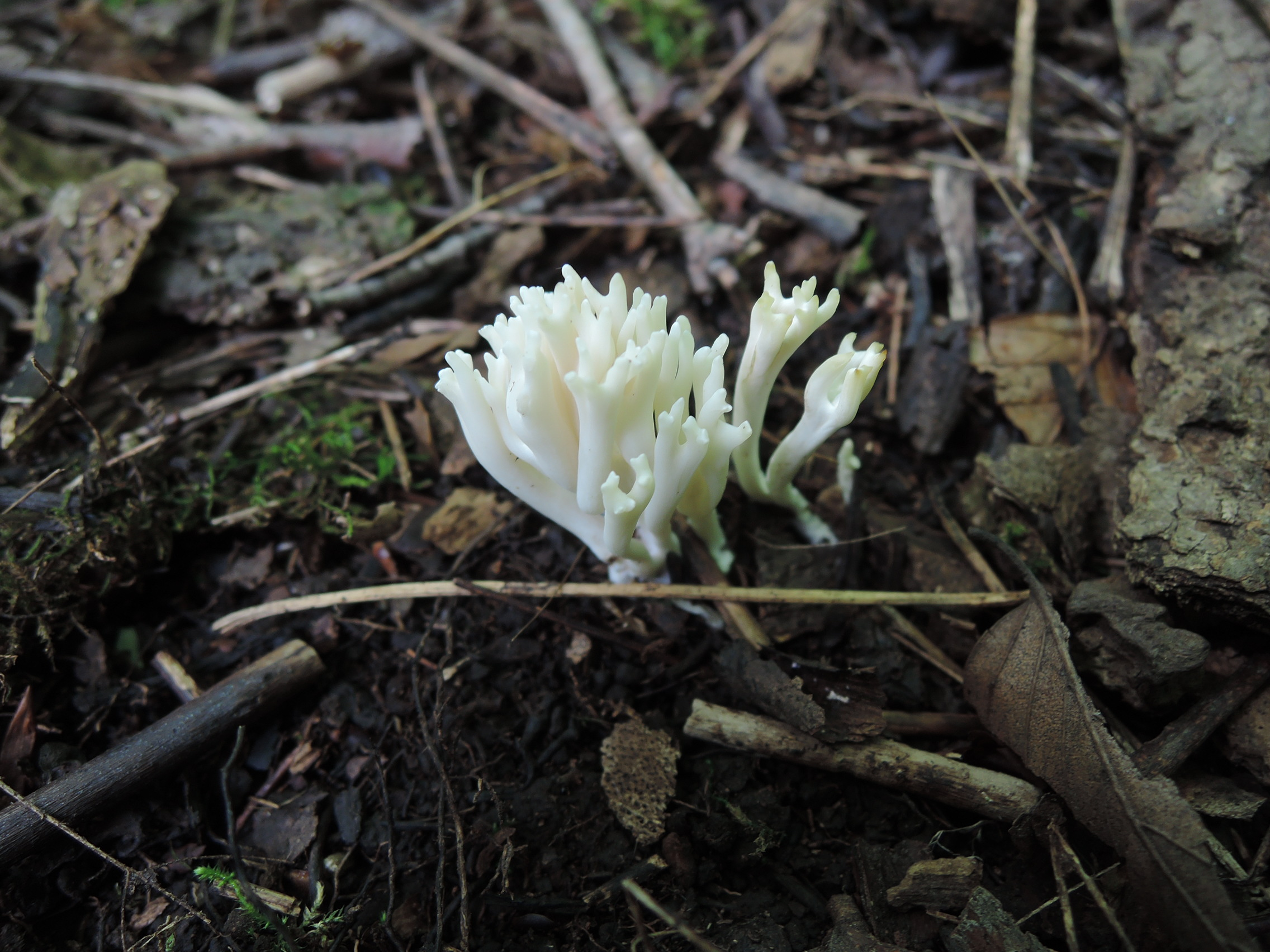
Koralówka szwedzka
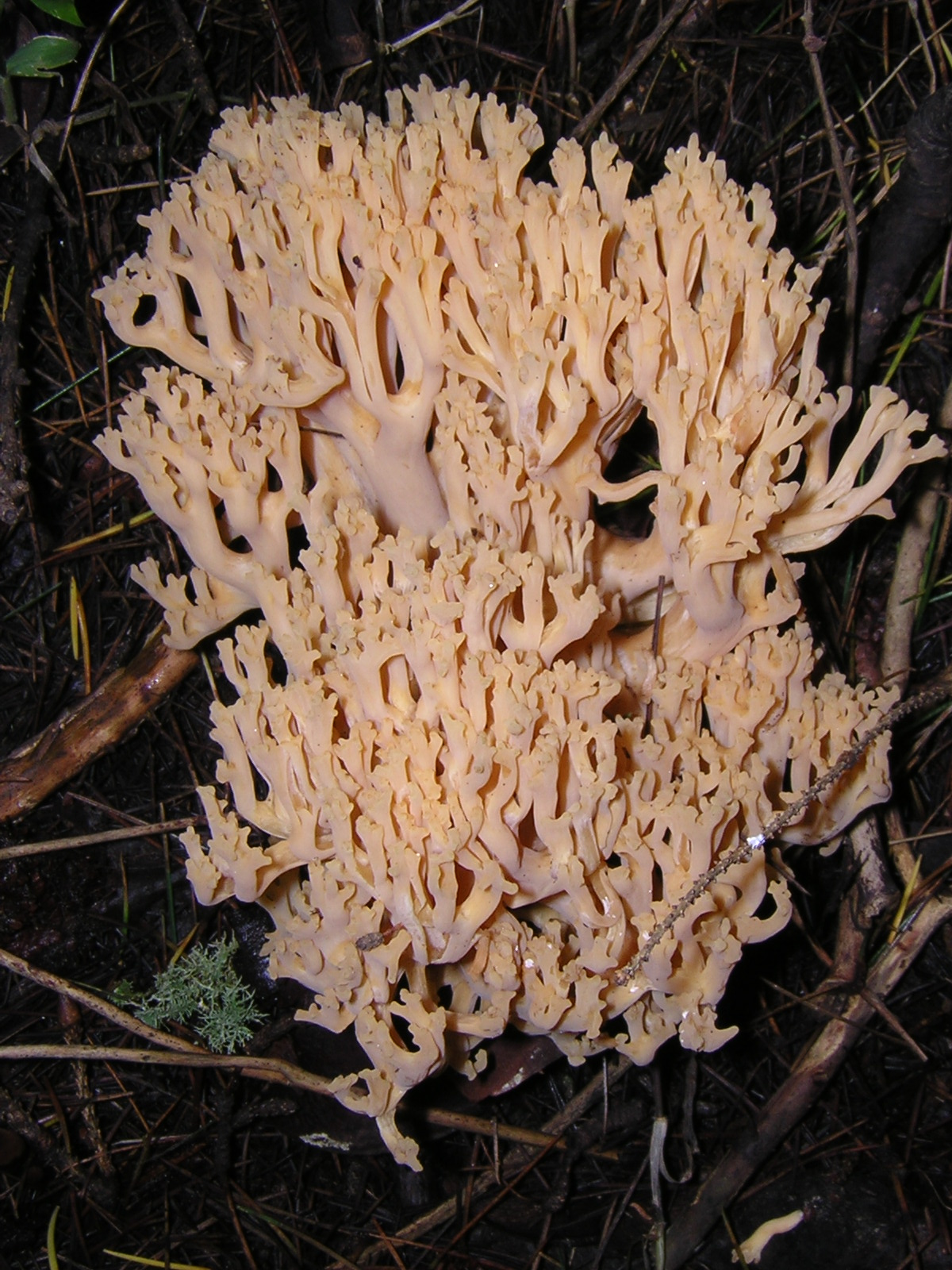
Koralówka tępowierzchołkowa
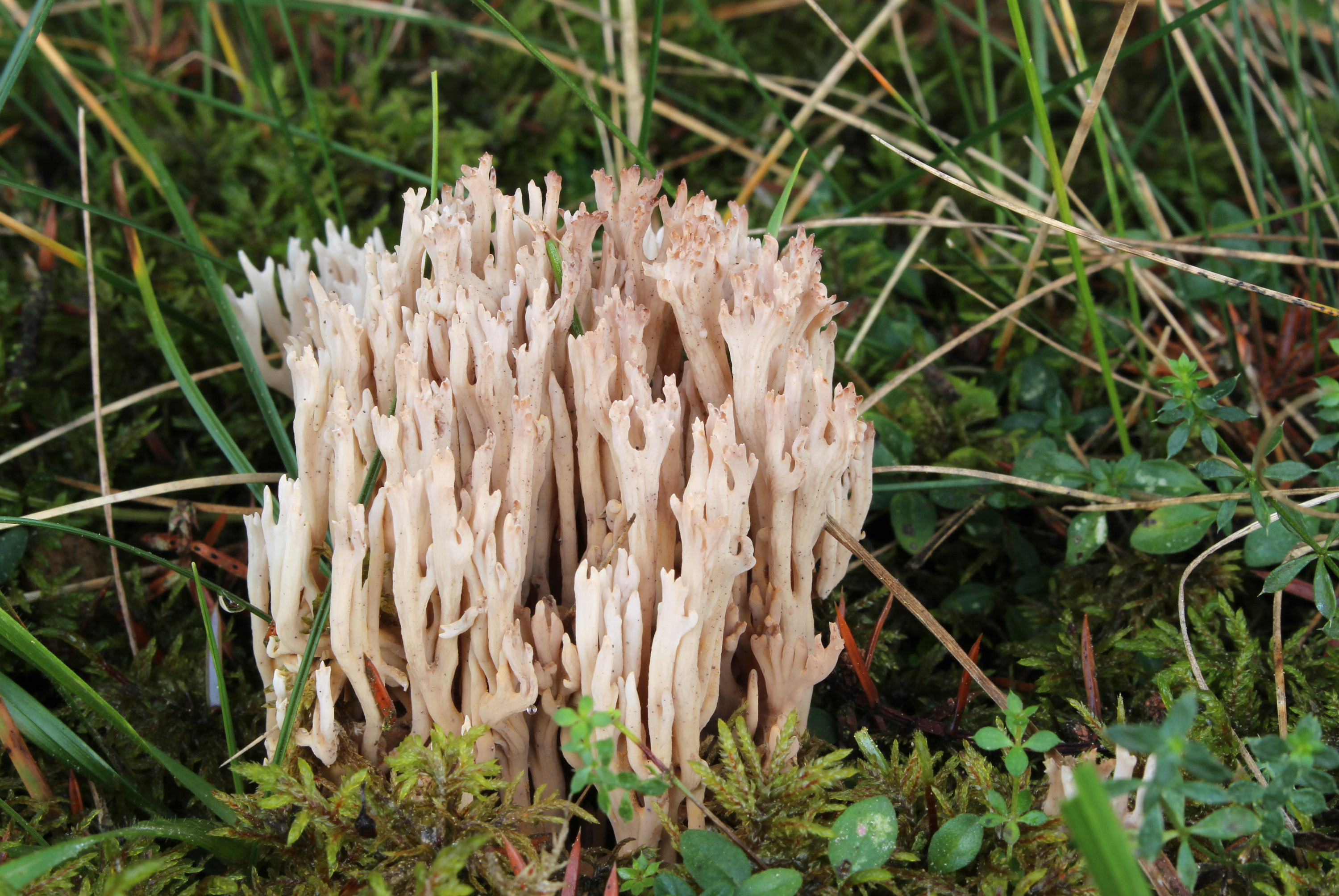
Koralówka wysmukła
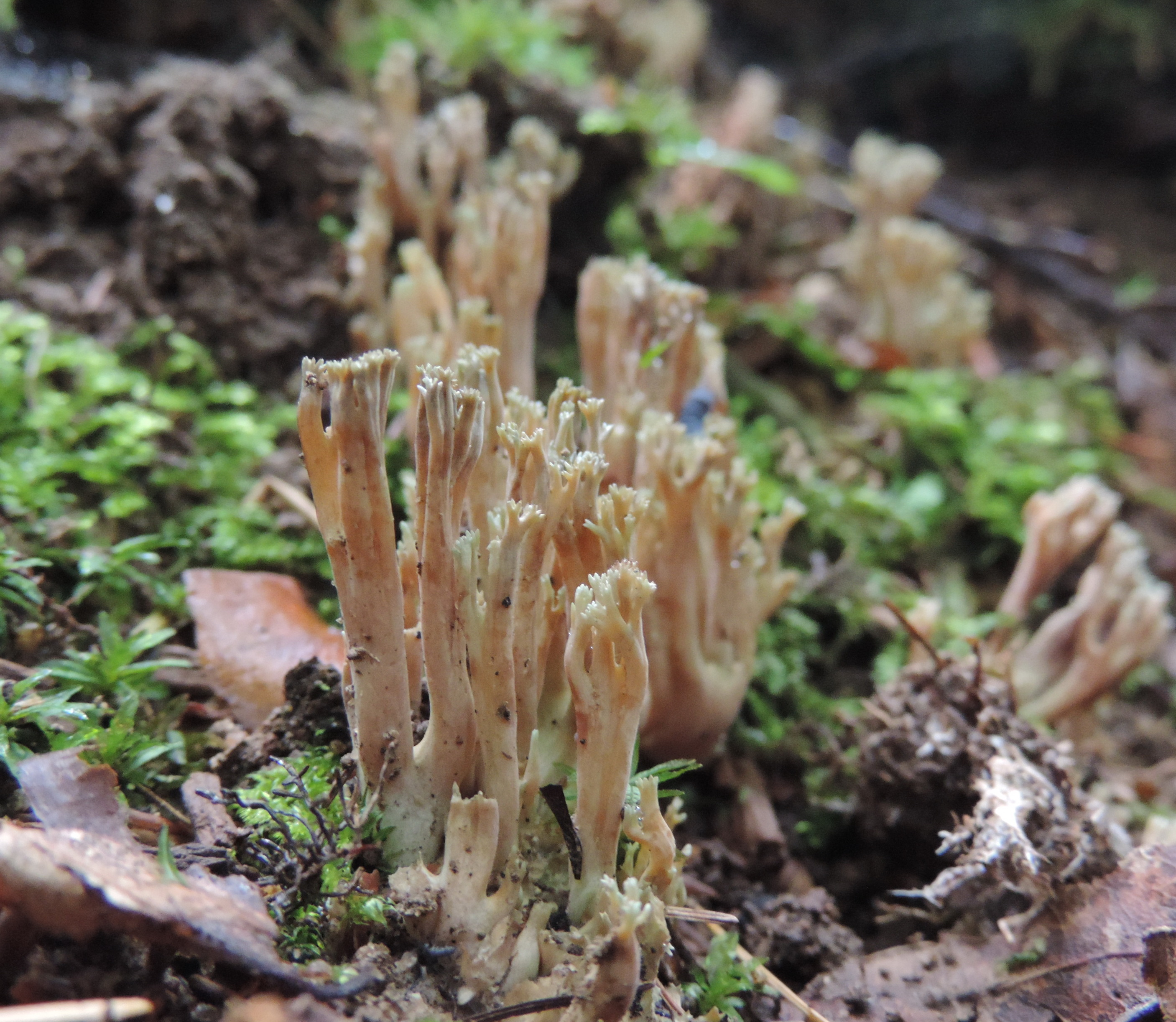
Koralówka zielonowierzchołkowa
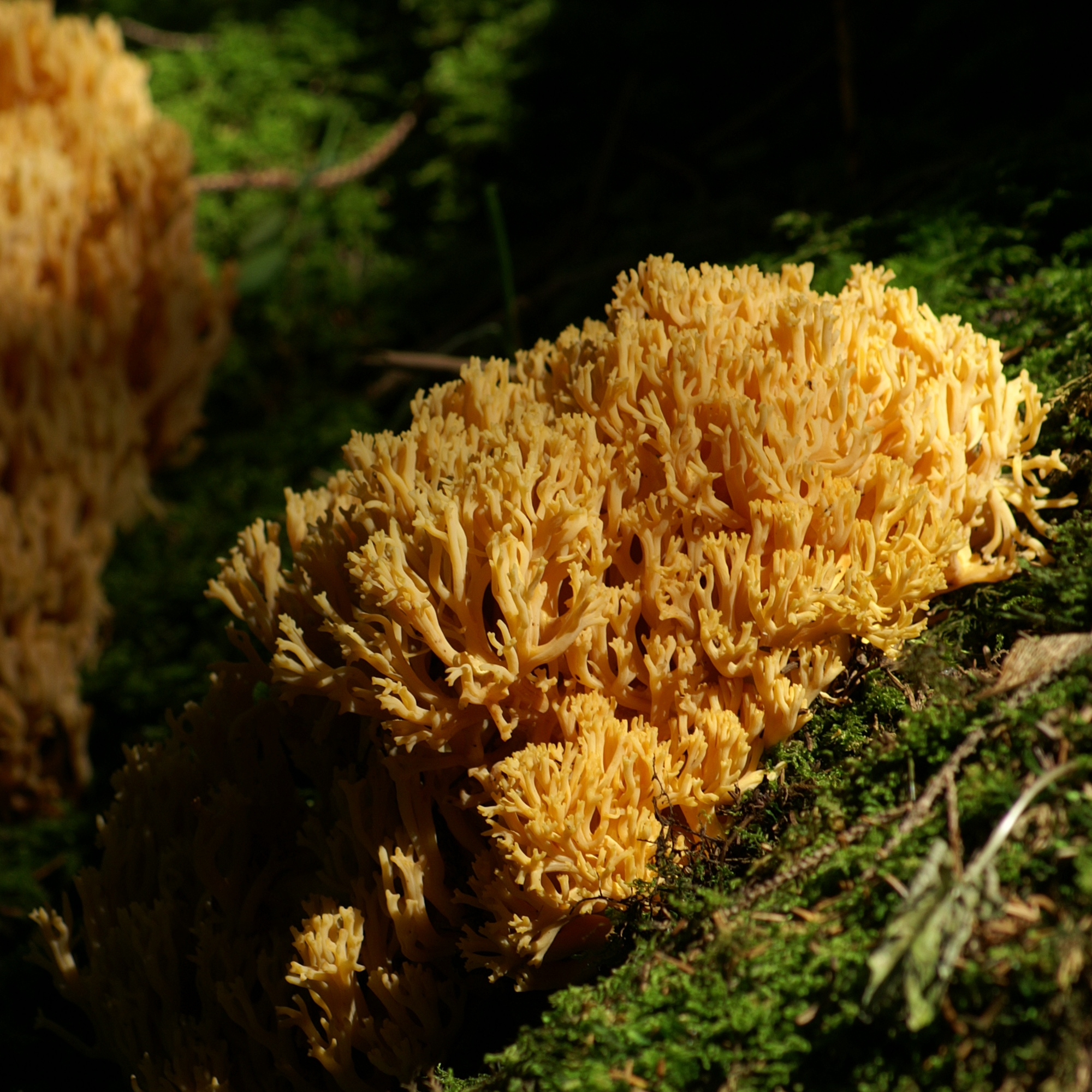
Koralówka złocista
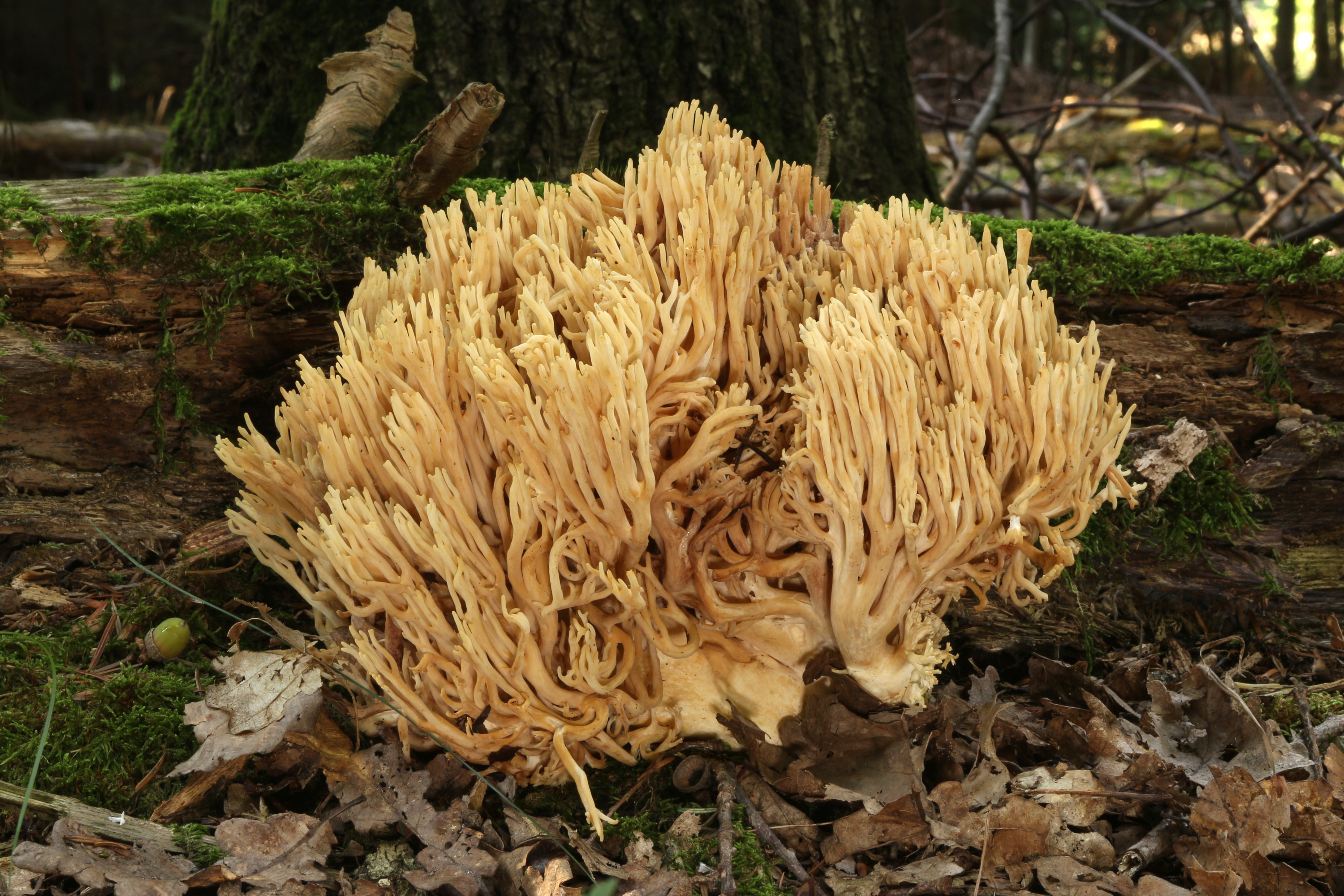
Koralówka żółknąca
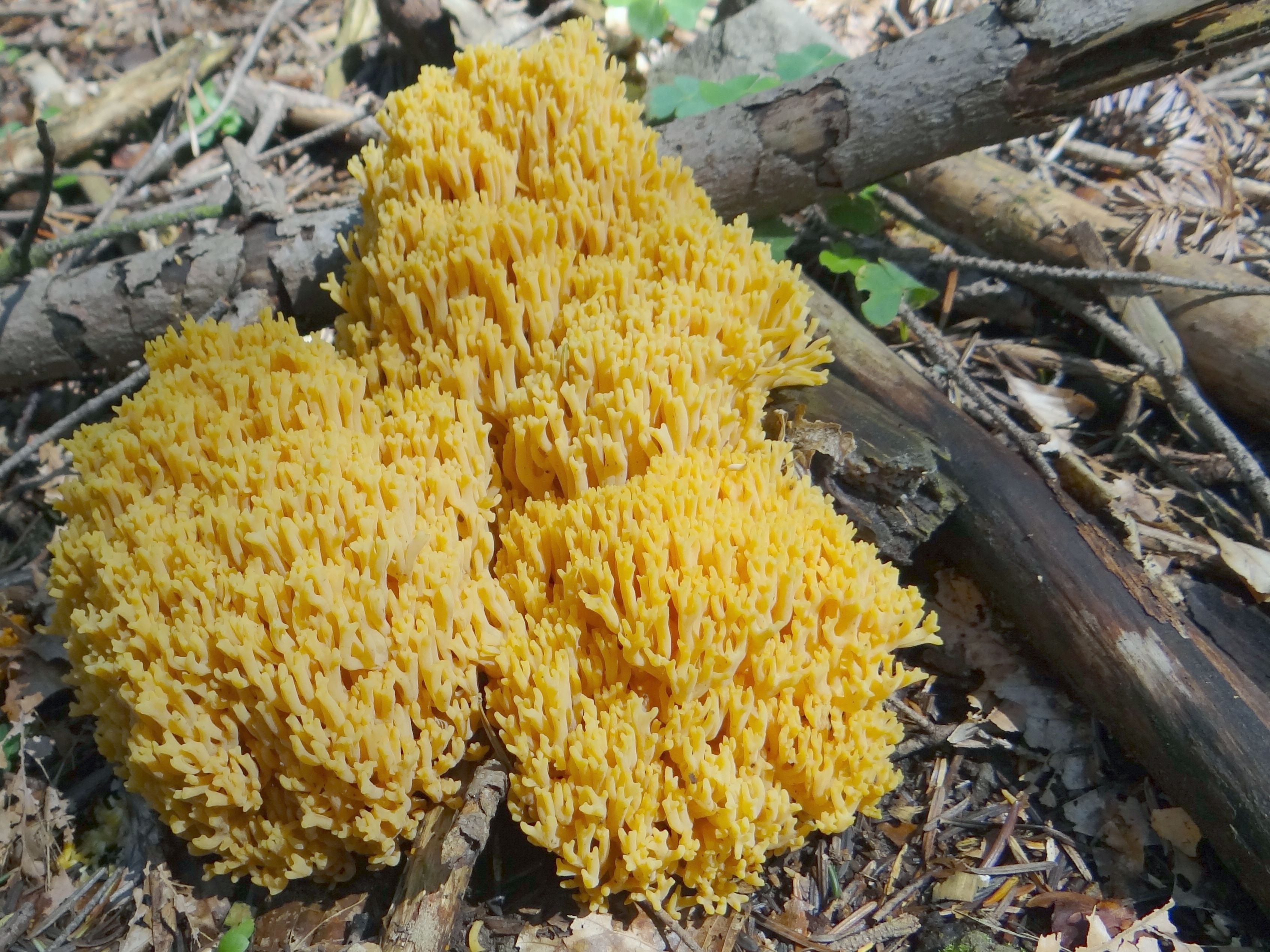
Koralówka żółta
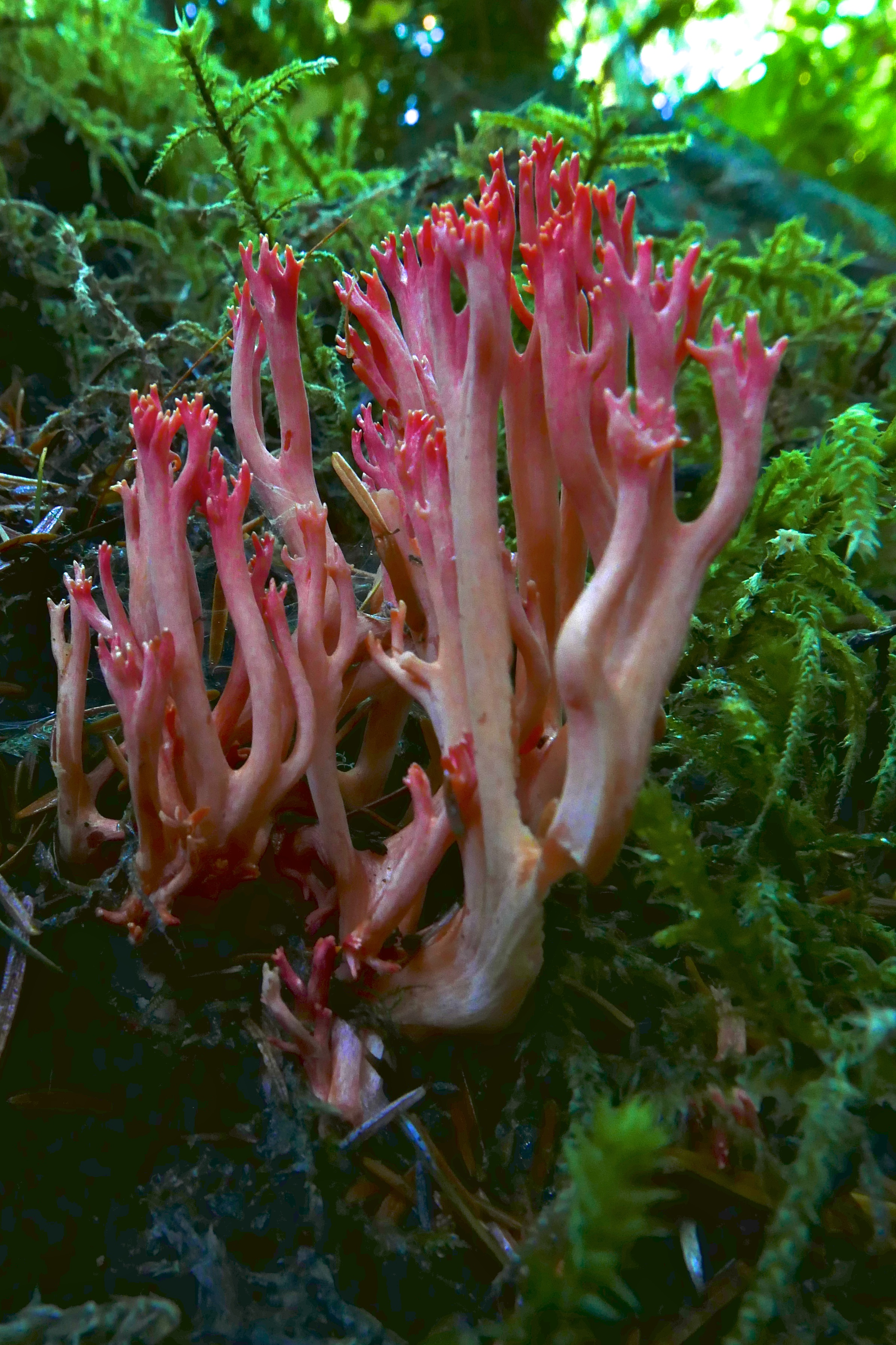
Ramaria cyaneigranosa
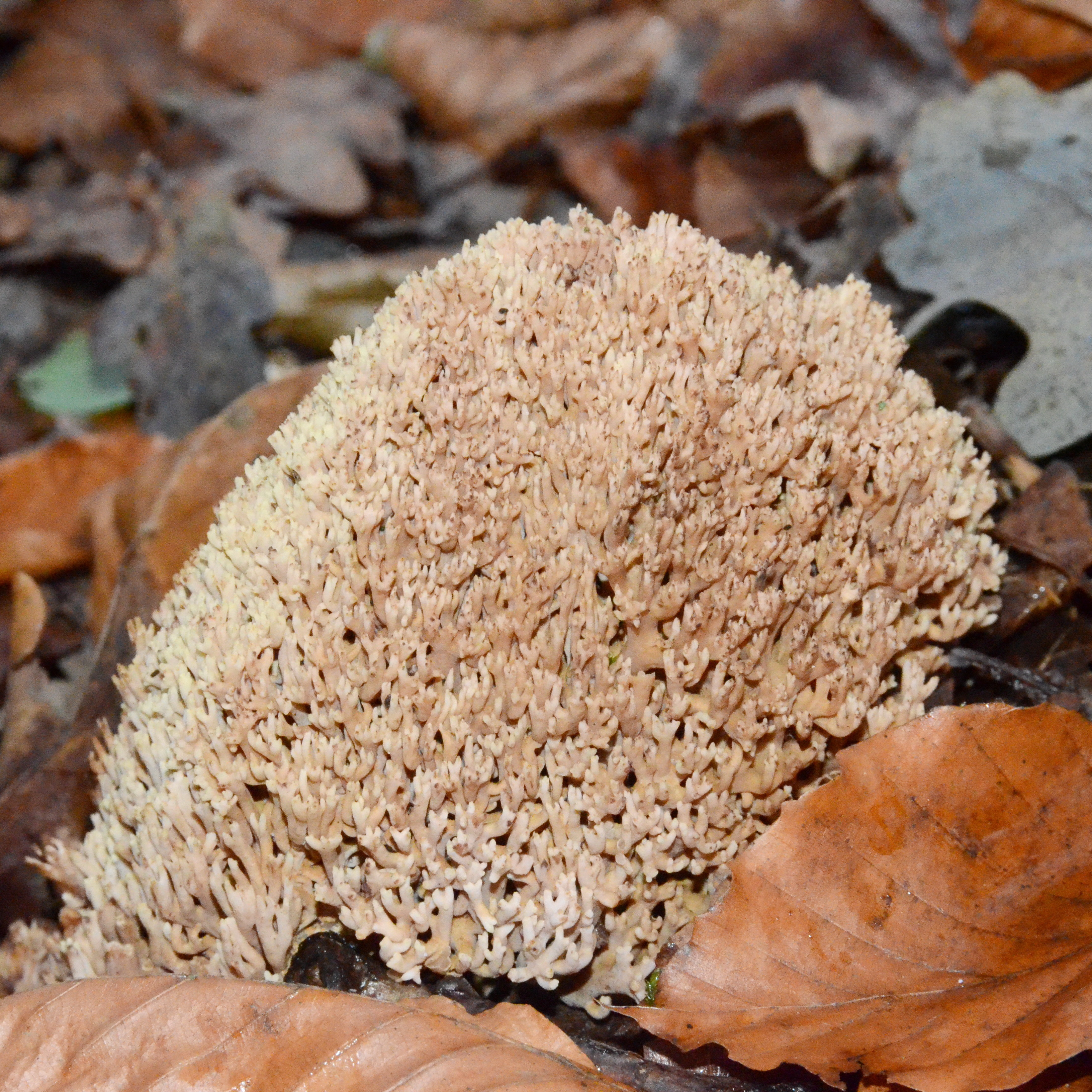
Ramaria fagetorum
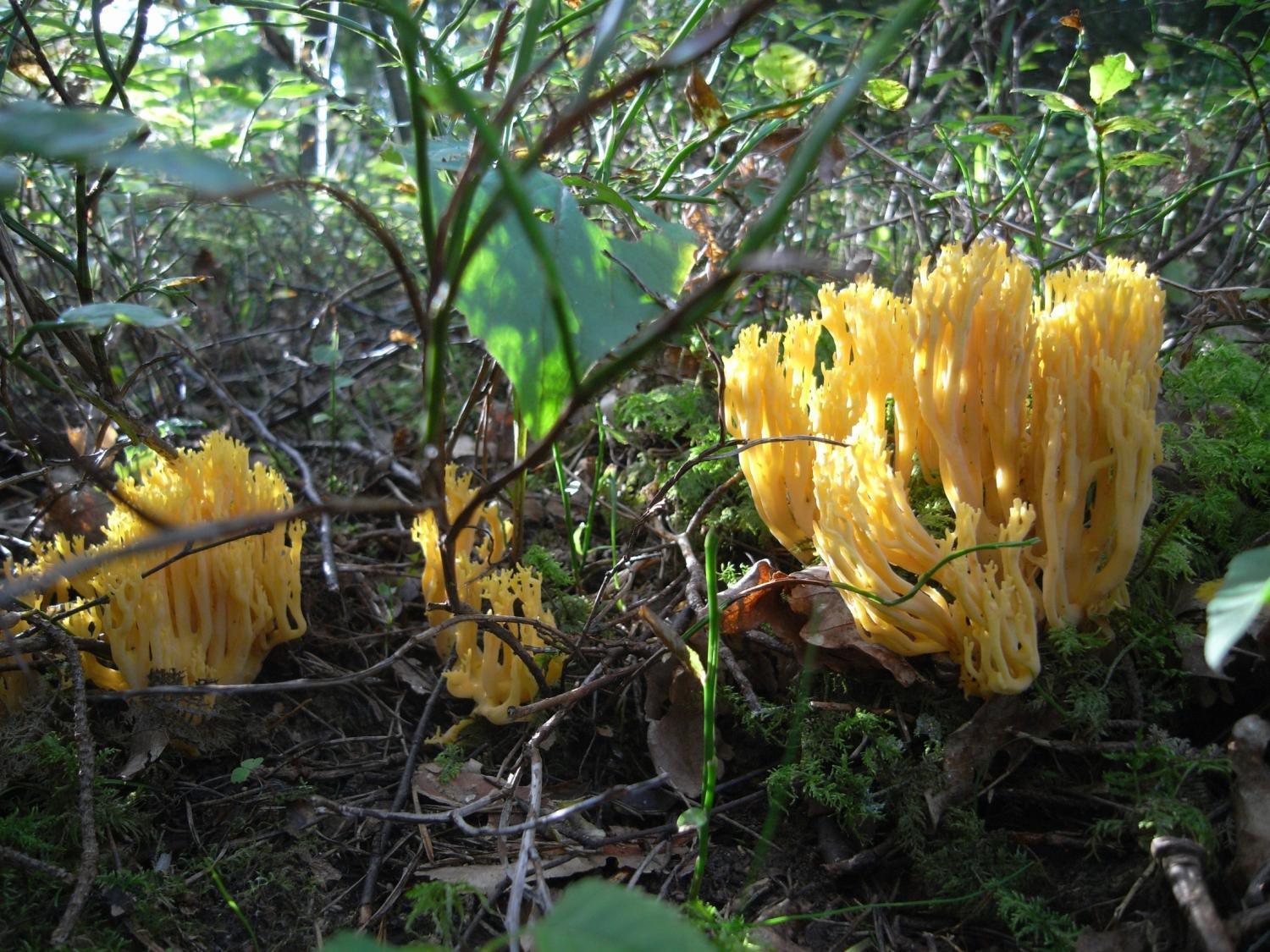
Ramaria flavobrunnescens
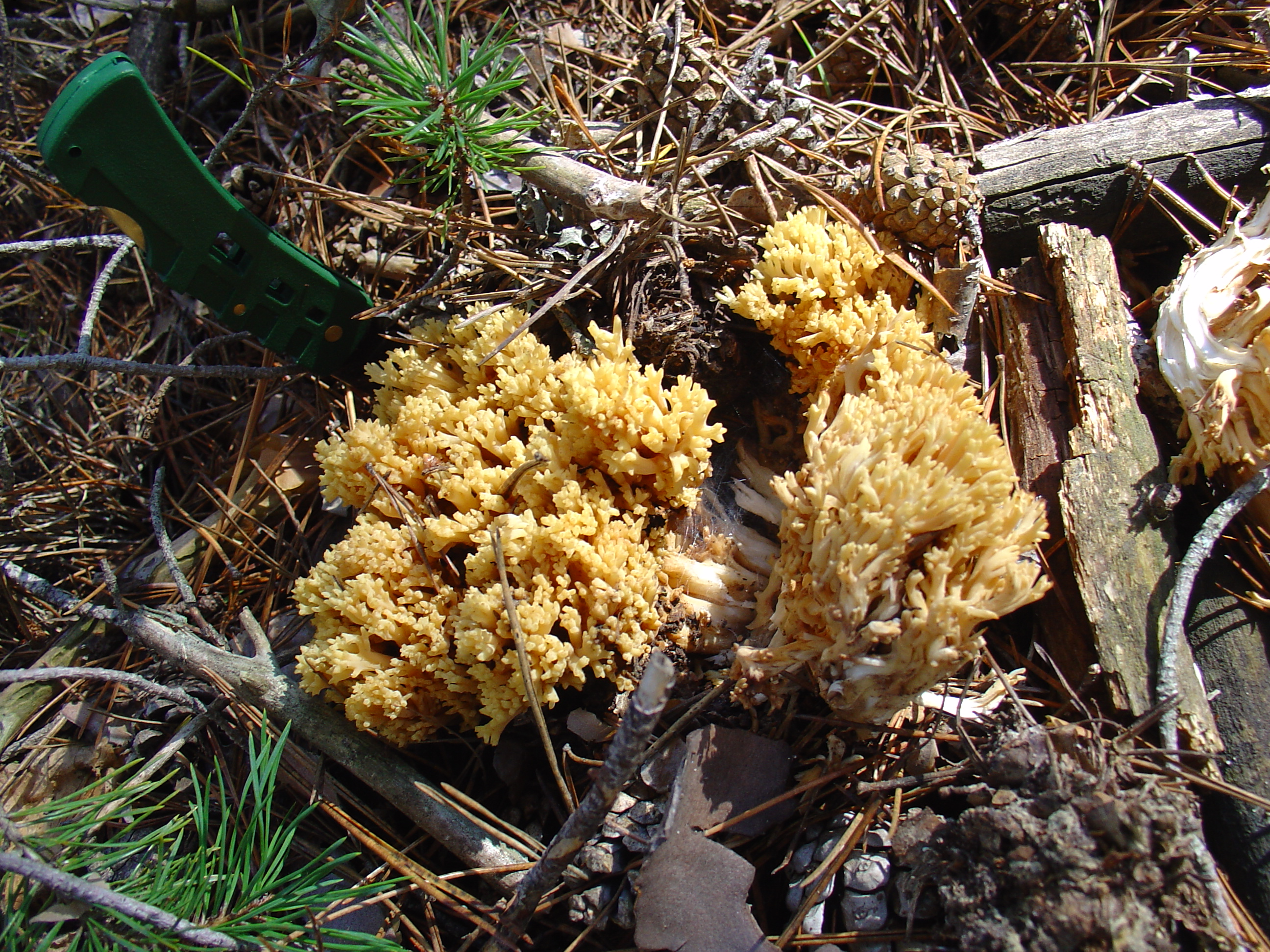
Ramaria lutea
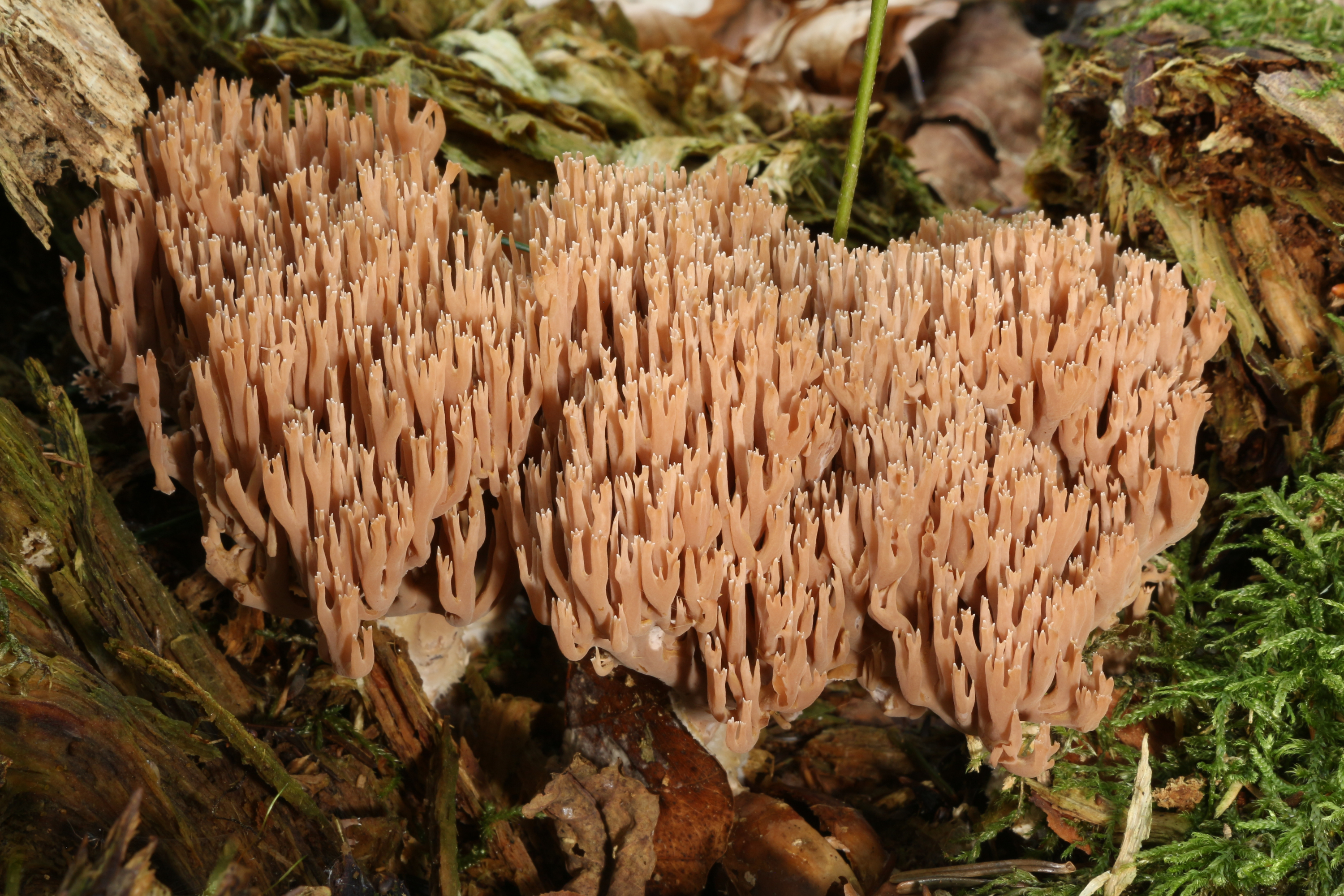
Ramaria rubella
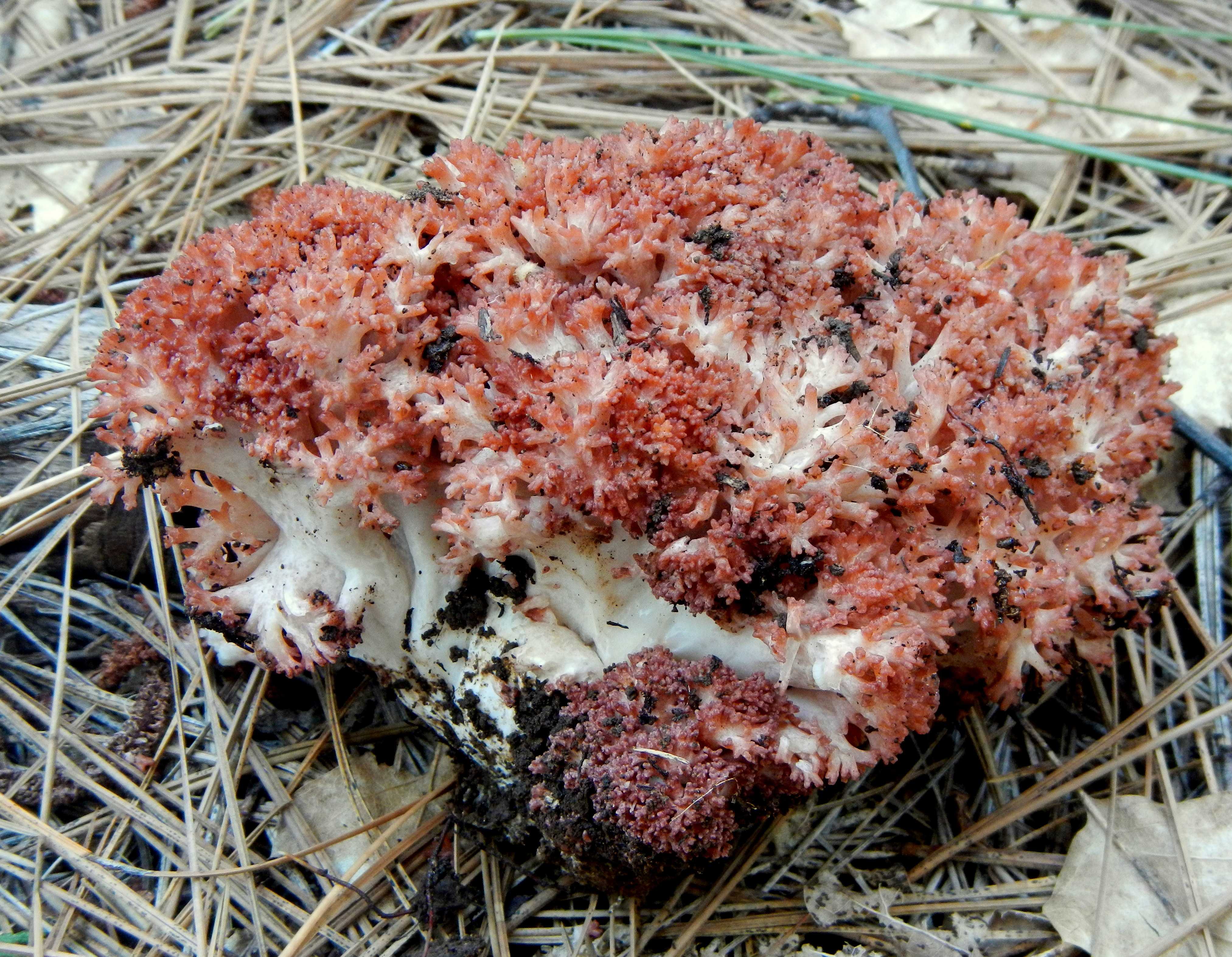
Ramaria rubripermanens
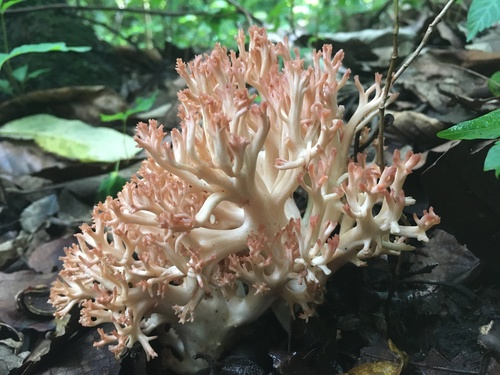
Ramaria subbotrytis